# USS Enterprise (NCC-1701-A)
La USS Enterprise NCC-1701-A è una nave stellare immaginaria dell'universo fantascientifico di Star Trek. Compare nei film Rotta verso la Terra (Star Trek IV : The Voyage Home, 1986), Star Trek V - L'ultima frontiera (Star Trek V: The Last Frontier, 1989) e Rotta verso l'ignoto (Star Trek VI: 1991).

## Storia
La designazione originale dell'Enterprise A è USS Yorktown NCC-1717, una nave di Classe Constitution che dopo il riarmo viene ribattezzata appunto Enterprise in onore del capitano James T. Kirk, cui poi è assegnato il comando per aver compiuto una pericolosa missione e avere salvato la Terra.
Secondo la targa commemorativa della nave, viene lanciata dai cantieri orbitali di San Francisco in data stellare 8442.5 (2286) con il nome di USS Enterprise sotto il comando del capitano James T. Kirk.
È la seconda astronave della Flotta Stellare a portare il famoso nome (la terza considerando anche che la USS Enterprise NCC-1701 ha subito un pesante restyling a metà del suo servizio) e la quinta a portare il nome Enterprise, includendo anche le Enterprise XCV-330, che non raggiungeva curvatura 2, e NX-01, ambedue astronavi terrestri precedenti alla fondazione della Federazione dei Pianeti Uniti. 
Fra le principali missioni vi è quella di Nimbus III, in cui recupera tre ostaggi dalle mani di alcuni terroristi e viene quindi dirottata verso il centro della galassia, ma come sempre il suo equipaggio riesce a gestire con successo la difficile situazione.
Poco prima di andare in disarmo nel 2293, l'Enterprise A riesce a scongiurare un attentato al presidente della Federazione dopo che il suo equipaggio era stato ingiustamente accusato di aver assassinato il cancelliere Gorkon dell'Alto Consiglio Klingon. In tale occasione la nave deve fronteggiare uno sparviero klingon capace di sparare in stato di occultamento, ma attraverso l'uso di un siluro fotonico modificato riesce a individuare la nave e a distruggerla.

## Equipaggio
- Ufficiale comandante: Capitano James T. Kirk
- Primo ufficiale/Ufficiale esecutivo e Ufficiale scientifico: Capitano Spock
- Ufficiale medico capo: Comandante Leonard McCoy
- Ingegnere capo: Capitano Montgomery Scott
- Timoniere: Comandante Hikaru Sulu (2286-2290) - Tenente Valeris (2293)
- Secondo ufficiale/Navigatore: Comandante Pavel Andreivich Chekov
- Ufficiale addetto alle comunicazioni: Comandante Nyota Uhura

## Caratteristiche tecniche
L'Enterprise A è una delle prime navi della flotta ad avere un nucleo di curvatura in posizione verticale. Questo sarebbe diventato uno standard per tutte le classi successive. Oltre a questo monta gondole di curvatura più lunghe di quasi venti metri rispetto alla classe precedente, il che le garantiva prestazioni migliori.
La nave viaggia a una velocità di crociera di curvatura 5 (nella nuova scala) fino a picchi massimi di curvatura 8.

## Caratteristiche tattiche
L'Enterprise A è classificata come incrociatore pesante e come tale dispone di una enorme potenza di fuoco.
Sullo scafo sono montati 18 emettitori phaser tipo VII disposti nel seguente modo:
- sulla parte dorsale della sezione a disco vi sono tre banchi da due emettitori ciascuno posizionati uno a prua uno a dritta ed uno a sinistra
- sulla parte ventrale della sezione a disco vi sono inseriti tre banchi phaser da due emettitori ciascuno sugli stessi archi di fuoco dello scafo dorsale
- due emettitori singoli sono piazzati sopra l'hangar navette e coprivano gli archi di fuoco di poppa
- infine quattro emettitori singoli sono piazzati sulla parte ventrale della sezione ingegneria e coprono tutti gli archi di fuoco ventrali

Oltre a queste armi sopra la sezione ingegneria, precisamente sul ponte 13(M), è installato un modulo lanciasiluri con due lancia siluri fotonici puntati a prua. I già potenti scudi della versione precedente sono stati potenziati e amplificati e possono essere alzati a più livelli di intensità.

## Navi ausiliarie
L'Enterprise dispone di un hangar navette a poppa da cui lanciare le sei navette in dotazione. In altre occasioni, quali l'impossibilità di utilizzare il teletrasporto, l'hangar può ricevere rifornimenti e personale ausiliario. Oltre all'hangar sullo scafo della nave vi sono 7 portelli d'attracco modulari, uno situato dietro la plancia sul ponte 1(A), due sul ponte 8(H), due sistemati nel modulo lanciasiluri sul ponte 13(M), infine due portelli situati sul ponte 17(Q).

## Filmografia
- Star Trek V - L'ultima frontiera (Star Trek V: The Final Frontier), regia di William Shatner (1989)
- Rotta verso l'ignoto (Star Trek VI: The Undiscovered Country), regia di Nicholas Meyer (1991)

## Giochi

### Videogiochi
- Star Trek Online (2010)